# Глютеліни
Глютеліни (від лат. gluten - «клей») — група проламін-подібних білків, присутніх в насінні деяких злаків. Найбільш поширеним глютеліном є глютенін, Що міститься в пшениці (в клейковині), в рисі міститься оризенін
Цей клас був спочатку відмежований від проламінів Томасом Берром Осборном відповідно до його низької розчинності. Сучасний аналіз тепер розглядає глютеліни як малорозчинний підклас проламінів.

## Склад
Глютелін багаті гідрофобними амінокислотами; вміст фенілаланіну, валіну, тирозину, проліну та лейцину в них сягає 45%. Вважається, що не для всіх глютелінів характерний специфічний амінокислотний профіль.

## Фізичні властивості
Глютеліни добре розчиняються в розведених розчинах кислот, лугів, детергентів, хаотропних агентів та відновників.

## Поширення
З насіння пшениці було виділено глютенін. Інші глютеліни виділені з ячменю та жита.
Глютелін є основними запасними білками ендосперму рису.
У рисі відомо дві типові групи глютелінів: високомолекулярні глютеліни та низькомолекулярні. Під час запікання хліба глютеліни поєднуються між собою та з іншими білками через дисульфідні зв'язки, формуючи складну тривимірну білкову мережу.

## Застосування у медицині
Високомолекулярні глютеліни (глютенін) злаків з триби пшениці (Triticeae) може бути сенсибілізуючим агентом при целіакії в осіб з антигеном HLA-DQ8 II класу (на 2006 рік цей антиген ще не охарактеризований на рівні епітопу).